# Постум Ебуцій Гельва Корніцен
По́стум Ебу́цій Ге́льва Корніце́н (лат. Postumus Aebutius Helva Cornicen; V століття до н. е.) — політичний і дрежавний діяч Римської республіки, консул 442 року до н. е.

## Біографічні відомості
Походив з патриціанського роду Ебуціїв. Про нього збереглося мало відомостей. Його було обрано консулом у 442 році до н. е. разом з Марком Фабієм Вібуланом. Єдиною згадкою про події їхньої каденції є утворення колонії в Ардеї.
435 року до н. е. диктатор Квінт Сервілій Структ Пріск Фіденат призначив Постума Ебуція своїм заступником — начальником кінноти під час війни з Фіденами і Вейями. Надалі війна була успішною, римляни взяли Фідени.
Про подальшу долю Постума Ебуція відомостей немає.